# Друга француска република
Друга француска република, званично Француска Република (фр. République française), је била француска држава створена током револуције 1848. године. Наследила је тзв. Јулску монархију, а замењена је 1852. године Другим француским царством након државног удара кога је извршио председник Луј Наполеон Бонапарта.

## Настанак

### Економска криза
Узрок кризе из 1848. године, као и оне из 1788. године, може се видети у метеоролошким неприликама; превише кишовито пролеће и изузетно суво лето. Последица тога је веома лоша жетва. Неродне године низале су се још од 1842. што доводи до смањења производње кромпира. Кромпир је од 17. века омогућавао најсиромашнијим Европљанима да живе, замењујући им хлеб. Пораст цене је негде био и двоструки. У Француској, код Бордоа, маскирани људи приморавају земљопоседнике да жито шаљу на пијаце. Уследила су многобројна хапшења. Приказивало се као да су комунисти покретачи побуне. На северу су 43 особе осуђене на затворске казне; међу њима и једанаестогодишње дете. Радник који је украо хлеб осуђен је на 5 година затвора и 10 година судског надзора. Криза из 1846—7. године није била само криза пољопривреде. Погођене су, такође, и индустрија и финансије. Прва жртва кризе била је текстилна индустрија. Фабрике су затваране, а радници су остајали без посла. Смањују се количине транспортоване робе, те пропада и железница. Опада потрошња угља за петину, а количине ископане руде за половину. Рудници гвожђа отпуштају петину својих радника. Криза је захватила и трговину и банкарство.
Јавно мњење је за кризу оптуживало владе. Мере које су владе предузеле због наступеле кризе су закаснеле и недовољне. Политичка ускомешаност нарочито је била изражена у пет земаља: Швајцарској, Француској, Немачкој, Пољској и Италији. У Француској, на месту министра спољних послова налазио се Гизо од 1840. године. Он је 1847. године постао и председник владе. Одбијао је сваку реформу, а једини одговор био му је „Обогатите се“. Напади на њега у Народној скупштини након избијања кризе постају све чешћи. Гизо се ипак одржао на власти. Опозиција се тада окупљала око Анрија V, унука Шарла X кога је намеравала да постави на престо. Због тога су донесени закони о забрани окупљања. Како би преварили власт, опозициони блок се окупљао по банкетима на којима се расправљало против владе. Први такав банкет одржан је у Паризу; певала се Марсељеза и дискутовало против владе. Један од вођа опозиције био је Алфонс Ламартин који је саставио дело „Историја Жирондинаца“ где слави револуцију из 1789. године. Револуција која се у литератури обично назива „револуцијом 1848.“ представља само завршну фазу револуционарног покрета започетком 80 година раније.

### Државни удар
Револуција у Француској избија након одбијања Гизоа да допусти Националној гарди одржавање банкета. Официри, подржани од опозиције, договарају да се банкет ипак организује. Банкет је одложен, али је отпочето са демонстрацијама против Гизоа, на којим се певала Марсељеза и Химна жирондинаца. На тргу Конкорд Национална гарда невољно разбија манифестације (убијена су два цивила). Она често прелази на страну народа. Коначно, фебруара 1848. године Народна гарда одбила је послушност. Гизо је поднео оставку. Истог дана (23. фебруар) дошло је до сукоба народа и одреда војске који се завршио са преко 20 мртвих. Ујутро следећег дана Париз је прекривен барикадама. Краљ је поверио састав нове владе вођи левице, Тјеру. Команду над војском која је требало да заведе ред у граду поверио је Бижоу, славном по успесима у Алжиру, али омрзнутом због сузбијања побуне из 1834. године. Војска је, да би повратила контролу над градом, образовала четири колоне, али је само једна остварила своје циљеве. Бижо је наредио војсци да се повуче у касарне. Краљ Луј-Филип је покушао да следећег дана изврши смотру Националне гарде, али је дочекан узвицима: „Доле систем, живела реформа“. Због тога је принуђен на абдикацију у корист свога унука. Краљевска породица напустила је Тиљерије који је одмах затим опљачкан од стране светине. Владарска права Лујевог унука нису могла бити остварена. Манифестанти су тражили завођење републике. На позив Ламартина, кличу „привременој влади“ састављеној од републиканаца из редова грађана. Привремена влада објавила је следећи проглас: „Привремена влада хоће републику, с тим да то одобри народ чије ће мишљење сместа бити затражено...“.

## Привремена влада
Декрет привремене владе написао је Луј Блан. Она се њиме обавезала да обезбеди егзистенцију радника помоћу рада, тј. да обезбеди посао свим грађанима. Маса, на челу са Бланкијем, тражи да се усвоји црвена застава. Ламартин је одбио предлог; усвојена је тробојка. Девиза Друге француске републике, као и 1792. године, била је: „Слобода, Једнакост, Братство“. Влада је успела да однесе победу над крајњом левицом. Основала је комисију за радничка питања на челу са Лујем Бланом. Радничка удружења шаљу у њу своје представнике. Комисија доноси одлуку о оснивању добротворних радионица (народних радионица) у којој се радило за пристојну надницу од 2 франка дневно. Влада је ограничила радно време на 10 часова, чак и за жене. У француским колонијама је, као и 1794. године, укинуто ропство, које је поново увео Наполеон Бонапарта 1802. године.
Истих дана расправља се о изборима за Народну скупштину. Уведено је опште право гласа за све мушкарце старије од 21 годину. Привремена влада доноси још једну значајну одлуку 4. марта 1848. године. Ламартин је упутио представницима Француске у разним европским земљама циркуларно писмо у коме је изјавио да Француска неће интервенисати како би помогла револуцију у било којој земљи. Тиме је заузео став сличан ставу Максимилијана Робеспјера који се 1791/2. године противио одлуци Жак Пјера Брисоа о спољној интервенцији која је Француску много коштала, а мало доносила. Циркуларно писмо Алфонса Ламартина тежак је ударац за европску револуцију.
Француску је 1848. године погодила нова економска криза. Фабрике се затварају јер не успевају да продају своју робу. Број радника уписаних у радионице је све већи. У новој Народној скупштини већину су добили умерени. Скупштина је започела са припремом Устава. На допунским изборима одржаним исте године у владу су ступила позната имена попут Адолфа Тјера, писца Виктора Игоа и Луја-Наполеона Бонапарте (званични наследник великог цара). Висока дневна надница довела је до тога да у народне радионице нагрне велики број незапослених или лоше плаћених радника. Они траже корените друштвене реформе и помоћ европским устаницима. Национална гарда послата је да растури манифестанте. Вођа Бланки је ухапшен. Скупштина је 30. маја донела одлуку о затварању народних радионица. Одлука извршне комисије изазвала је немире који су у историји познати као „Јунски дани“ (23-6. јун). Влада је угушила устанак. Било је 1500 мртвих. Париски устанак био је побеђен, а са њим и револуција.
Последица „Јунских дана“ је стварање „Партије реда“ од стране монархиста и конзервативних републиканаца, на челу са Адолфом Тјером. Партија није успела да уклони са положаја генерала Кавењака коме је јунска победа донела огроман успех. Међутим, партија је успела да разоружа Националну гарду, затвори клубове демократа-социјалиста, угаси многе листове увођењем високих кауција и др. Бонапартизам је у замаху. Лују-Наполеону прилазе радници и сељаци који нису били на страни Кавењака. Адолф Тјер потцењује Бонапарту.
Устав из 1848. године назадан је у односу на онај из 1793. године. Супротставља се сваком спомињању „права на рад“. Сличан је уставу Сједињених Америчких Држава; јединствена Скупштина, снажна извршна власт, председник Републике истовремено и шеф државе и шеф владе. На изборима за председника Републике као кандидати се појављују петорица личности: Кавењак, Ледри-Ролен и Распај (представници демократа-социјалиста), Ламартин и Луј-Наполеон Бонапарта. Победу, уз огромну већину гласова, односи Бонапарта за кога гласају сељаци и радници.

## Луј-Наполеон Бонапарта као председник
Бонапарта је напустио Ламартинову спољну политику и послао корпус генерала Удиноа који је требало да поново успостави власт папе Пија у Риму . На изборима за Скупштину победу односи Партија реда. Покушај монтањара да подигну устанак брзо је угушен. У Француској је тријумфовала реакција. У Паризу је 1849. године основано Друштво десетог децембра, центар бонапартистичке пропаганде. Оно је предузело снажну демагошку агитацију у корист председника републике. Охрабрен, Бонапарта је новембра исте године сменио владу Одилона Бароа и поставио свој лични кабинет на челу са генералом Д'Опулом. Школе се поново предају у руке католичкој цркви, уводи се порез на вино, посечено је „дрвеће слободе“ засађено 1848. године. То изазива реакцију либерала те је на допунским изборима за Законодавну скупштину демократско крило добило 21 (од 30) посланика. Партији реда је зазвонило за узбуну. Ограничено је изборно право; право гласа губи око милион радника. Француска је била све ближе поновном увођењу монархије. Наполеон је то желео од почетка своје владавине, али су му препреку представљали републиканци. Њихово крило временом све више слаби, али су против Бонапарте биле и две монархистичке струје настале из Партије реда: легитимисти (крупни земљопоседници, истичу грофа од Шамбора, унука Шарла X) и орлеанисти (финансијска олигархија, истиче грофа од Париза, унука Луја Филипа). Бонапартисти су 1850/1. године појачали своју пропаганду. Бонапарта је путовао широм Француске, обећавао, улагивао се масама, богатима је делио поклоне, а војсци приређивао сјајне смотре.
Бонапартисти почетком 1851. године предлажу укидање закона којим је мандат председника ограничен на четири године тврдећи да ће силаском Бонапарте са власти у земљи настати хаос. Предлажу продужење Бонапартиног мандата на 10 година. Бонапарта је применио још један демагошки гест: покушао је да врати опште бирачко право. Скупштина је одбила. Бонапарта је од тога имао двоструку корист; народу се показао у најбољем светлу, а Скупштина у најгорем. Странка реда се осипа. Бонапарта се одлучио на државни удар.

## Пад
Ноћу, 2. децембра, Париски гарнизон, одан Бонапарти, заузео је све стратегијске тачке престонице. Председник је напао Законодавну скупштину и похапсио известан број антибонапартиста међу посланицима, вратио бирачко право, продужио себи мандат на 10 година. Само је једна група републиканаца позивала народ на оружану борбу. Она је трајала кратко. Већ 4. децембра престао је сваки отпор. Бонапарта је потом спровео плебисцит на коме је тражио мишљење народа о извршеном државном удару. Добио је очекивани одговор; народ га је подржао. Јануара 1852. године проглашен је нови Устав. Сва извршна власт, право законодавне иницијативе и потпуна контрола над државом дати су председнику; дакле, очувана је парламентарна форма. Тек децембра 1852. године Сенат је Француску прогласио наследним царством. Луј Наполеон Бонапарта постао је цар Наполеон III Бонапарта.